# Hockeria metula
Hockeria metula är en stekelart som först beskrevs av Nikol'skaya 1952.  Hockeria metula ingår i släktet Hockeria och familjen bredlårsteklar. Inga underarter finns listade i Catalogue of Life.